# Махавели
Махаве́ли (Маха́вели-Га́нга; синг. මහවැලි ගඟ; там. மகாவலி ஆறு) — крупнейшая река в Шри-Ланке. Длина 335 км.
Берёт начало в Центральной провинции, вблизи от города Хэттон. От него она течёт на север, протекает через Канди и поворачивает на восток, а спустившись с гор — на север.
Её бассейн является самым крупным в стране, и охватывает почти одну пятую от общей площади острова. Река достигает Бенгальского залива в северо-восточной части острова, впадая в бухту Коддияр, южнее Тринкомали.
На реке возведены 6 плотин ГЭС.
Основные притоки (от устья Махавели-Ганга): Каудулла, Амбан, Хунгамала, Улхития-Оя, Хассалака, Хепола, Бадулу, Ума, Курунду, Белихул, Махаоя.